# اچ‌ام‌ای‌اس وارامونگا (اف‌اف‌اچ ۱۵۲)
اچ‌ام‌ای‌اس وارامونگا (اف‌اف‌اچ ۱۵۲) (به انگلیسی: HMAS Warramunga (FFH 152)) یک کشتی است که طول آن ۱۱۸ متر (۳۸۷ فوت) می‌باشد. این کشتی در سال ۱۹۹۸ ساخته شد.